# Maesobotrya floribunda
Maesobotrya floribunda är en emblikaväxtart som beskrevs av George Bentham. Maesobotrya floribunda ingår i släktet Maesobotrya och familjen emblikaväxter. Inga underarter finns listade i Catalogue of Life.